# 劉沆
刘沆（995年—1060年），字冲之，号庐山，吉州永新（今永新县埠前镇三门前）人。
劉素之子。天圣八年（1030年）庚午科进士第二，授大理评事，通判舒州。在潭州曾镇压瑶民起义。宣祐三年（1051年）三月，任参知政事。政和元年（1054年）八月，拜同中书门下平章事，集贤殿大学士。罢知应天府，再迁刑部尚书，徙陈州（今河南省淮阳）。嘉祐五年（1060年）二月二十八日去世於陳州任所。諡文安。

## 延伸阅读
[在维基数据编辑]
 《宋史·卷285》，出自脱脱《宋史》